# Ghost (film)
Ghost is een Amerikaanse romantische fantasyfilm uit 1990. De hoofdrollen worden vertolkt door Patrick Swayze, Demi Moore, Tony Goldwyn en Whoopi Goldberg. De regie was in handen van Jerry Zucker.

## Verhaal
Sam Wheat (Swayze) wordt vermoord bij een overval door een man genaamd Willy Lopez. Zijn geest is echter nog niet klaar om verder te gaan. Hij blijft als geest bij zijn vriendin Molly (Moore), hoewel zij hem niet kan zien.
Al snel komt Sam erachter dat de overval geen toeval was, maar dat Willy was ingehuurd door een collega van Sam, Carl. Carl is betrokken bij een grote witwascampagne. Hij wilde dat Willy Sams wachtwoord van zijn computer zou ontfutselen om via Sams computer een hoop geld te kunnen verduisteren. Sam is razend, maar kan als geest niet veel doen. Daarom zoekt hij hulp bij de helderziende Oda Mae Brown. Haast is geboden, daar Carl het nu op Molly voorzien heeft.

## Rolverdeling
| Acteur             | Personage        |
| ------------------ | ---------------- |
| Patrick Swayze     | Sam Wheat        |
| Demi Moore         | Molly Jensen     |
| Whoopi Goldberg    | Oda Mae Brown    |
| Tony Goldwyn       | Carl Bruner      |
| Rick Aviles        | Willie Lopez     |
| Stephen Root       | Politiebrigadier |
| Bruce Jarchow      | Lyle Furgeson    |
| Vincent Schiavelli | Geest in metro   |
| Vivian Bonnell     | Ortisha          |

## Achtergrond
Verschillende acteurs, waaronder Tom Hanks, Al Pacino, Tom Cruise, Kevin Bacon, Bruce Willis, Harrison Ford en Alec Baldwin, wezen de rol van Sam af. Nicole Kidman en Madonna deden auditie voor de rol van Molly, maar werden afgewezen.
De bekendste scène uit de film is die waar Sam, op dat ogenblik nog in leven, Molly begeleidt op een pottenbakkersschijf. Deze scène is in verschillende films en series geparodieerd.

## Muziek
De filmmuziek werd gecomponeerd door Maurice Jarre. Ook het lied "Unchained Melody" van The Righteous Brothers is onderdeel van de soundtrack.

## Prijzen en nominaties
Ghost werd genomineerd voor vijf Academy Awards, waarvan hij er twee won.
Gewonnen:
- Beste vrouwelijke bijrol (Whoopi Goldberg)
- Beste scenario

Genomineerd:
- Beste montage
- Beste originele muziek
- Beste film